# Winston County (Mississippi)
Winston County is een county in de Amerikaanse staat Mississippi.
De county heeft een landoppervlakte van 1.572 km² en telt 20.160 inwoners (volkstelling 2000). De hoofdplaats is Louisville.